# E3 Harelbeke 1973
De E3 Harelbeke 1973 is de zestiende editie van de wielerklassieker E3 Harelbeke en werd verreden op 24 maart 1973. Willy In 't Ven kwam na 226 kilometer als winnaar over de streep. De gemiddelde uursnelheid van de winnaar was 40,00 km/u.

## Uitslag
| Rang | Naam                   | Tijd   |
| ---- | ---------------------- | ------ |
| 1    | Willy In 't Ven        | 5u39'  |
| 2    | Albert Van Vlierberghe | +22"   |
| 3    | Walter Planckaert      | z.t.   |
| 4    | Freddy Maertens        | z.t.   |
| 5    | Georges Pintens        | z.t.   |
| 6    | Patrick Sercu          | +56"   |
| 7    | Dirk Baert             | z.t.   |
| 8    | Ronald De Witte        | z.t.   |
| 9    | Daniel Van Ryckeghem   | +1'21" |
| 10   | Rik Van Linden         | z.t.   |